# Chino Darín
Ricardo Mario Darín(San Nicolás de los Arroyos, província de Buenos Aires; 14 de gener de 1989) conegut com a Chino Darín, és un actor, productor de cinema i presentador de televisió argentí.

## Biografia
Va néixer el 14 de gener de 1989 a San Nicolás de los Arroyos, província de Buenos Aires, Argentina. És fill de l'actor argentí Ricardo Darín i de Florencia Bas. Té una germana menor anomenada Clara Darín. Pel costat de la seva família paterna, és net de Ricardo Darín i Roxana Darín, actors de radi i teatre, nebot d'Alejandra Darín, actriu i dirigent sindical, i cosí de Fausto Bengoechea, actor. Porta els noms de Ricardo pel seu avi patern i de Mario pel seu avi matern.

## Carrera
Va debutar com a actor l'any 2010 en la telenovel·la argentina dirigida per Martín Saban i produïda per Pol-ka Producciones i Canal 13, Alguien que me quiera, al costat de figures com Andrea del Boca, Osvaldo Laport i Miguel Ángel Rodríguez entre d'altres. Un any més tard, en 2011, va realitzar una participació especial en la telecomedia de Pol-ka y Canal 13, Los Únicos, com Dante, i va debutar en teatre a l'obra Los Kaplan d'Eva Halac.
El 2012 va debutar en cinema protagonitzant al costat de Diego Peretti i Fernando Tejero, la pel·lícula hispanoargentina En fuera de juego; allí el seu pare Ricardo Darín va aparèixer en un petit paper sense acreditar. Aquest mateix any va ser novament convocat per Pol-ka Producciones i Canal 13, per a sumar-se al repartiment estable de la segona temporada de Los Únicos, on va interpretar a Marco Montacuarto.
En 2013 va ser convocat per la telenovel·la Farsantes de Pol-ka i Canal 13, on va interpretar al fill del personatge de Julio Chávez; la telenovel·la es va estendre fins a 2014. A més en 2013 va debutar com a conductor de televisió en el programa ESPN Redes, al costat de Mariana Seligmann i Juan Marconi, per ESPN 2, cicle que es va estendre fins a 2014.
En 2014 va protagonitzar el film Muerte en Buenos Aires, on interpretava l'agent «El Ganso», un jove policia homosexual de la dècada de 1980, i va conduir el programa Circuito Argentina d'América TV.
En 2015 va protagonitzar tres pel·lícules: la comèdia cinematogràfica Voley, sota direcció de Martín Piroyansky, el thriller Pasaje de vida, dirigit per Diego Corsini i Uno mismo, una història intimista, dirigida per Gabriel Arregui. A més en televisió va tenir participacions especials en la telecomèdia de Telefe Viudas e hijos del rock and roll i a la sèrie de HBO El hipnotizador, protagonitzada per Leonardo Sbaraglia. El mateix any va protagonitzar la sèrie de Telefe, Historia de un clan, dirigida per Luis Ortega. La sèrie retrata la història verídica del Clan Puccio, una família que segrestava i assassinava persones en els últims anys de l'última dictadura cívic-militar argentina. Allí va interpretar a Alejandro Puccio, el fill del patriarca de la família, Arquimedes Puccio.
En 2016 va tenir papers de repartiment en les pel·lícules Angelita, la doctora d`Helena Tritek, Primavera
de Santiago Giralt, Era el Cielo del director brasiler Marco Dutra i La reina de España del director espanyol Fernando Trueba, debutant al cinema d'Espanya. Aquest mateix any va debutar en la televisió espanyola amb un paper de repartiment en la sèrie La embajada d'Antena 3.
El 2018 va tenir un paper de repartiment a la pel·lícula espanyola de Netflix Les lleis de la termodinàmica dirigida per Mateo Gil; fou coprotagonista de la pel·lícula El Ángel dirigida per Luis Ortega que retrata els fets criminals de l'assassí serial argentí Carlos Robledo Puch comesos a principis dels anys 70; allí interpreta un dels seus sequaços; va interpretar a Mauricio Rosencof a La noche de 12 años del director uruguaià Álvaro Brechner que retrata els anys de presó de tres dirigents polítics del Movimiento de Liberación Nacional-Tupamaros durant la última dictadura cívico-militar uruguaiana; i va tenir un paper de repartiment en la pel·lícula espanyola de Netflix Durante la tormenta dirigida per Oriol Paulo.
El 2019 protagonitza amb el seu pare Ricardo Darín, Luis Brandoni i Verónica Llinás la pel·lícula La odisea de los giles dirigida per Sebastián Borensztein i coproduïda per ell mateix al costat del seu pare. La pel·lícula està ambientada durant la Crisi de desembre de 2001 a l'Argentina.
En 2021 va ser part del repartiment de la sèrie argentina de Netflix, El reino al costat de Diego Peretti, Mercedes Morán i Peter Lanzani.

### Ficcions de televisió
| Sèries de televisió | Sèries de televisió              | Sèries de televisió           | Sèries de televisió | Sèries de televisió |
| Any                 | Títol                            | Personatge                    | Canal               | Episodi/s           |
| ------------------- | -------------------------------- | ----------------------------- | ------------------- | ------------------- |
| 2010                | Alguien que me quiera            | Stuka                         | Canal 13            | 77 episodis         |
| 2011                | Los Únicos                       | Dante                         | Canal 13            | 3 episodis          |
| 2012                | Los Únicos 2                     | Marco Montacuarto             | Canal 13            | 50 episodis         |
| 2013-2014           | Farsantes                        | Fabián Graziani               | Canal 13            | 90 episodis         |
| 2015                | Viudas e hijos del rock and roll | Franco Pilares/Franco Bettini | Telefe              | 1 episodi           |
| 2015                | El hipnotizador                  | Gregorio                      | HBO                 | 2 episodis          |
| 2015                | Historia de un clan              | Alejandro Puccio              | Telefe              | 11 episodis         |
| 2016                | La embajada                      | Carlos Guillén                | Antena 3            | 11 episodis         |
| 2021                | El reino                         | Julio Clamens                 | Netflix             | 8 episodis          |
| 2024                | Mano de hierro                   |                               | Netflix             |                     |

### Programes de televisió
| Programes de televisió | Programes de televisió | Programes de televisió | Programes de televisió |
| Any                    | Títol                  | Canal                  | Notrs                  |
| ---------------------- | ---------------------- | ---------------------- | ---------------------- |
| 2013-2014              | ESPN Redes             | ESPN 2                 | Presentador            |
| 2014                   | Circuito Argentina     | América TV             | Presentador            |

### Cinema
| Cinema | Cinema                        | Cinema                           | Cinema                |
| Any    | Títol                         | Rol                              | Direcció              |
| ------ | ----------------------------- | -------------------------------- | --------------------- |
| 2012   | En fuera de juego             | Gustavo César                    | David Marqués         |
| 2014   | Muerte en Buenos Aires        | El Ganso                         | Natalia Meta          |
| 2015   | Voley                         | Nacho                            | Martín Piroyansky     |
| 2015   | Pasaje de vida                | Miguel (Joven)                   | Diego Corsini         |
| 2015   | Uno mismo                     | Uno                              | Gabriel Arregui       |
| 2016   | Angelita, la doctora          | Iván                             | Helena Tritek         |
| 2016   | Primavera                     | Gino                             | Santiago Giralt       |
| 2016   | Era el Cielo                  | Néstor (el rapado)               | Marco Dutra           |
| 2016   | La reina de España            | Leonardo Sánchez                 | Fernando Trueba       |
| 2018   | Les lleis de la termodinàmica | Pablo                            | Mateo Gil             |
| 2018   | El Ángel                      | Ramón Peralta                    | Luis Ortega           |
| 2018   | La noche de 12 años           | Mauricio Rosencof                | Álvaro Brechner       |
| 2018   | Durante la tormenta           | Inspector Nicolás Lasarte Leiras | Oriol Paulo           |
| 2019   | La odisea de los giles        | Rodrigo Perlassi                 | Sebastián Borensztein |

### Teatre
| Teatre | Teatre     | Teatre        | Teatre    | Teatre    | Teatre |
| Any    | Títol      | Rol           | Direcció  | Llibret   | Font   |
| ------ | ---------- | ------------- | --------- | --------- | ------ |
| 2011   | Los Kaplan | Sergio Kaplan | Eva Halac | Eva Halac | [ 6 ]  |

## Reconeixements
| Any  | Premi                         | Categoria                                               | Per                 | Resultat |
| ---- | ----------------------------- | ------------------------------------------------------- | ------------------- | -------- |
| 2012 | Kid's Choice Awards Argentina | Revelació                                               | Los Únicos 2        | Nominat  |
| 2012 | Premis ACE                    | Revelació masculina                                     | Los Kaplan          | Nominat  |
| 2012 | Premis Tato                   | Revelació                                               | Los Únicos 2        | Nominat  |
| 2013 | Premis Tato                   | Millor actor de repartiment                             | Farsantes           | Nominat  |
| 2015 | Premis Tato                   | Millor actor protagonista                               | Historia de un clan | Nominat  |
| 2016 | Premis Martín Fierro          | Millor actor protagonista en unitari i/o minisèrie      | Historia de un clan | Nominado |
| 2022 | Premis Platino                | Millor interpretació masculina en minisèrie o telesèrie | El reino            | Nominat  |